# Der Clou

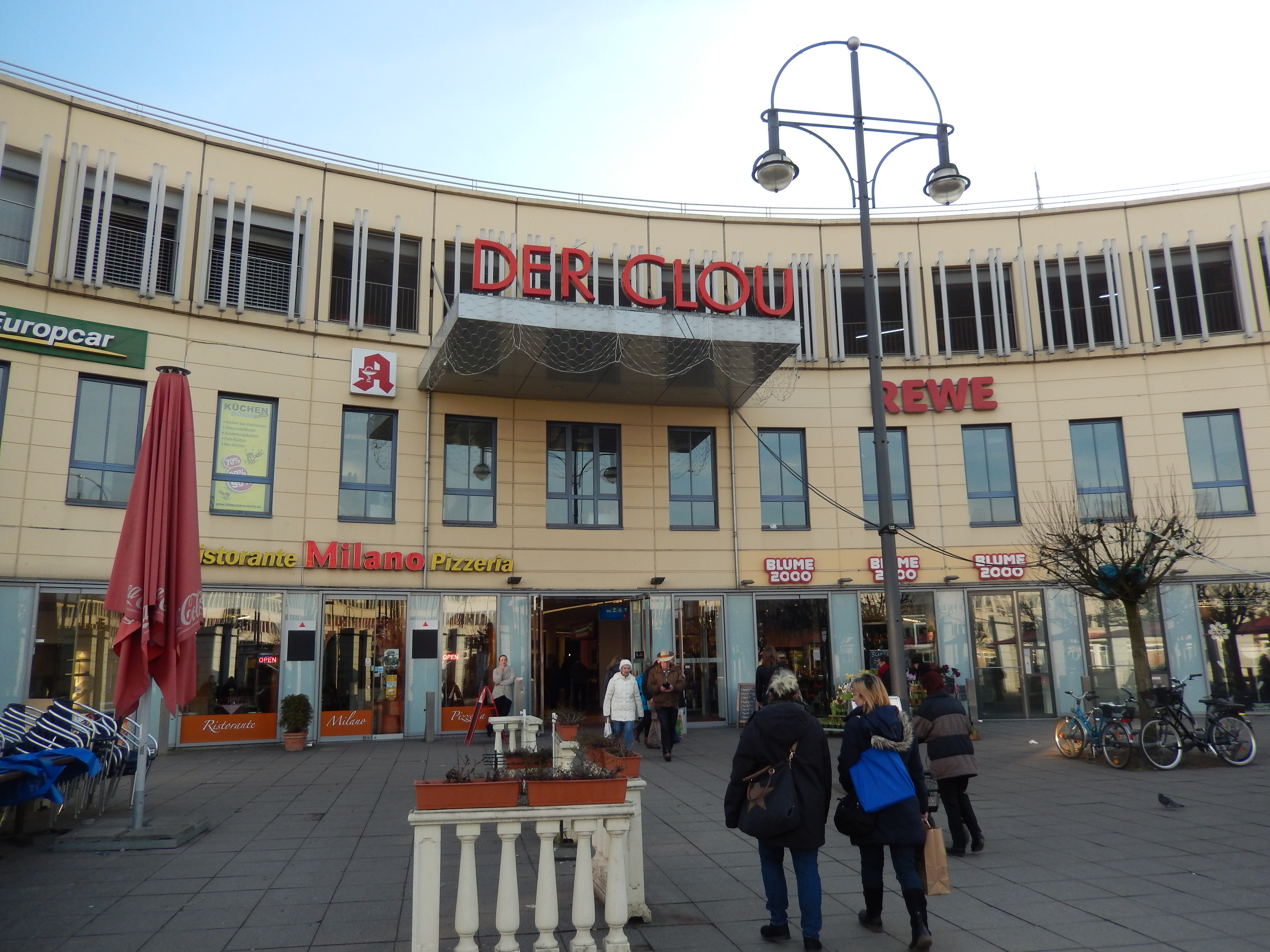
Winkelcentrum Der Clou in Berlijn

Der Clou is een winkelcentrum in Berlijn. Het winkelcentrum werd in 1988 geopend en huisvest zo'n 40 winkels.

## Ligging
De Clou is gelegen in het district Reinickendorf in het gelijknamige stadsdeel in Berlijn. Het ligt in een driehoek begrenst door de Kurt-Schumacher-Damm is het noordwesten, de Schwarnweberstrasse in het noordoosten en de Kapweg in het zuiden.

## Geschiedenis
Het winkelcentrum, naar een ontwerp van het architectenbureau Sternecker/Starr, werd geopend in 1988. In 2003 werd het winkelcentrum uitgebreid en werden de ingangen en gevels gerenoveerd. Daarnaast werd de ingang van de metro geïntegreerd in het centrum. Op 26 mei 2011 werd het centrum weer heropend na een renovatie van 3 jaar volgens plannen van de architect Elmar Rottkamp.
Als gevolg van de sluiting van de luchthaven Tegel zijn er in 2021 nieuwbouwplannen ontwikkeld om het winkelcentrum te slopen en te vervangen voor een hoogbouwappartementencomplex.

## Gebruik
Het winkelcentrum met een oppervlakte van ca. 20.500 m² biedt ruimte aan zo'n 40 winkels, verdeeld over de begane grond en de eerste verdieping. De winkels bieden onder meer voeding, meubels, kleding en elektronica. Daarnaast is er ruimte voor horeca. Naast de winkels is er 2.500 m² aan praktijkruimte en kantoren, verdeeld over 4 verdiepingen. Hoofdhuurders van het winkelcentrum zijn Rewe, Saturn, Adler en DM. Het winkelcentrum heeft een eigen parkeergarage, die ruimte biedt aan 500 auto's.

## Eigendom en beheer
In 2007 werd het winkelcentrum gekocht door Catalyst Capital van Commerz GrundbesitzInvestmentgesellschaft mbH voor een bedrag van €  70 miljoen. Later werd het verkocht aan Aroundtown Property Holdings S.A. Eind 2018 werd het beheer overgenomen door Koprian IQ Management. Nadat dit bedrijf in financiële problemen kwam werd het beheer in juli 2022 overgenomen door door Multi Development. De parkeergarage wordt beheerd door Contipark.